# Dalma Ružičić-Benedek
Dalma Ružičić-Benedek (Budapest, 21 de febrero de 1982) es una deportista húngara que compite en piragüismo en la modalidad de aguas tranquilas (desde el año 2013 compite bajo la bandera de Serbia).
Ha ganado 14 medallas en el Campeonato Mundial de Piragüismo entre los años 2003 y 2015, y 17 medallas en el Campeonato Europeo de Piragüismo entre los años 2004 y 2016. En los Juegos Europeos de Bakú 2015 consiguió una medalla de oro en la prueba de K2 500 m.

## Palmarés internacional
| Representando a Hungría |                              |                   |             |
| Campeonato Mundial      |                              |                   |             |
| Año                     | Lugar                        | Medalla           | Competición |
| 2003                    | Gainesville (Estados Unidos) | Medalla de oro    | K2 1000 m   |
| 2005                    | Zagreb (Croacia)             | Medalla de plata  | K1 1000 m   |
| 2005                    | Zagreb (Croacia)             | Medalla de bronce | K4 500 m    |
| 2006                    | Szeged (Hungría)             | Medalla de oro    | K1 500 m    |
| 2006                    | Szeged (Hungría)             | Medalla de oro    | K1 1000 m   |
| 2007                    | Duisburgo (Alemania)         | Medalla de oro    | K4 1000 m   |
| 2007                    | Duisburgo (Alemania)         | Medalla de plata  | K2 500 m    |
| 2007                    | Duisburgo (Alemania)         | Medalla de plata  | K4 500 m    |
| 2009                    | Dartmouth (Canadá)           | Medalla de oro    | K4 500 m    |
| 2009                    | Dartmouth (Canadá)           | Medalla de bronce | K2 1000 m   |
| 2010                    | Poznań (Polonia)             | Medalla de oro    | K4 500 m    |
| 2011                    | Szeged (Hungría)             | Medalla de oro    | K4 500 m    |
| Campeonato Europeo      |                              |                   |             |
| Año                     | Lugar                        | Medalla           | Competición |
| 2004                    | Poznań (Polonia)             | Medalla de oro    | K2 500 m    |
| 2005                    | Poznań (Polonia)             | Medalla de plata  | K4 500 m    |
| 2006                    | Račice (República Checa)     | Medalla de oro    | K1 500 m    |
| 2006                    | Račice (República Checa)     | Medalla de oro    | K1 1000 m   |
| 2007                    | Pontevedra (España)          | Medalla de oro    | K2 500 m    |
| 2007                    | Pontevedra (España)          | Medalla de oro    | K4 1000 m   |
| 2008                    | Milán (Italia)               | Medalla de oro    | K1 1000 m   |
| 2008                    | Milán (Italia)               | Medalla de oro    | K4 1000 m   |
| 2008                    | Milán (Italia)               | Medalla de plata  | K4 500 m    |
| 2009                    | Brandeburgo (Alemania)       | Medalla de plata  | K4 500 m    |
| 2010                    | Corvera (España)             | Medalla de plata  | K4 500 m    |
| 2011                    | Belgrado (Serbia)            | Medalla de plata  | K4 500 m    |
| Representando a Serbia  |                              |                   |             |
| Campeonato Mundial      |                              |                   |             |
| Año                     | Lugar                        | Medalla           | Competición |
| 2014                    | Moscú (Rusia)                | Medalla de bronce | K1 1000 m   |
| 2015                    | Milán (Italia)               | Medalla de plata  | K2 500 m    |
| Juegos Europeos         |                              |                   |             |
| Año                     | Lugar                        | Medalla           | Competición |
| 2015                    | Bakú (Azerbaiyán)            | Medalla de oro    | K2 500 m    |
| Campeonato Europeo      |                              |                   |             |
| Año                     | Lugar                        | Medalla           | Competición |
| 2013                    | Montemor-o-Velho (Portugal)  | Medalla de oro    | K1 500 m    |
| 2013                    | Montemor-o-Velho (Portugal)  | Medalla de oro    | K1 1000 m   |
| 2015                    | Račice (República Checa)     | Medalla de bronce | K2 500 m    |
| 2015                    | Račice (República Checa)     | Medalla de bronce | K2 1000 m   |
| 2016                    | Moscú (Rusia)                | Medalla de oro    | K2 1000 m   |